# Lista de episódios de Kodai Ōja Kyōryū Kingu
Lista de episódios do anime Kodai Ōja Kyōryū Kingu.
| # | Título da 4Kids / Tradução do japonês para o português Romanização (Título original)                                                     | Estreia                 |
| - | --- | ----------------------- |
| 1 | "Apresentando a Pré-história / Gabu é meu Amigo! Meu Dinossauro" "Gabu wa Tomodachi! Ore no Kyōryū (ガブは友だち!オレの恐竜)"            | 4 de fevereiro de 2007  |
| 2 | "Batalha sob as Pirâmides / Os Amigos Aumentaram! Ace e Parapara" "Nakama ga Fuetazo! Ēsu to Parapara (仲間が増えたぞ!エースとパラパラ)" | 11 de fevereiro de 2007 |
| 3 | "Muito Obrigado / Saichania Lute" "Saikania Sōdatsu-sen! (サイカニア争奪戦!)"                                                            | 18 de fevereiro de 2007 |
| 4 | "Confusão na Selva / Gabu Desapareceu na Selva" "Janguru ni Kieta Gabu (ジャングルに消えたガブ)"                                         | 25 de fevereiro de 2007 |
| 5 | "Problemas com Cascalho / Grande Batalha! A Grande Muralha da China" "Daisakusen! Banri no Chōjō (大決戦!万里の長城)"                    | 4 de março de 2007      |
| 6 | "Não Mexa com Maiassaura / A Mãe é Forte! Maiassaura" "Haha wa Tsuyoshi! Maiasaura (母は強し!マイアサウラ)"                              | 11 de março de 2007     |